# Pastores (Sacatepéquez)
Pastores é uma cidade da Guatemala do departamento de Sacatepéquez.